# Foissy-lès-Vézelay
Foissy-lès-Vézelay è un comune francese di 152 abitanti situato nel dipartimento della Yonne nella regione della Borgogna-Franca Contea.

## Società

### Evoluzione demografica
Abitanti censiti